# Спаркс (Оклахома)
Спаркс (енгл. Sparks) град је у америчкој савезној држави Оклахома.

## Демографија
По попису из 2010. године број становника је 169, што је 32 (23,4%) становника више него 2000. године.
| Група             | 2000.       | 2010.       |
| Белци             | 111 (81,0%) | 149 (88,2%) |
| Афроамериканци    | 5 (3,6%)    | 0 (0,0%)    |
| Азијати           | 0 (0,0%)    | 0 (0,0%)    |
| Хиспаноамериканци | 1 (0,7%)    | 0 (0,0%)    |
| Укупно            | 137         | 169         |